# Kerewan
Kerewan, miasto w Gambii; ok. 2,6 tys. mieszkańców (2007). Miasto jest ośrodkiem administracyjnym dywizji North Bank.